# Hisao Egawa
Hisao Egawa (jap. 江川 央生 Egawa Hisao; ur. 13 września 1962 w Tokio) – japoński seiyū i aktor dubbingowy związany z agencją Aoni Production.

## Role głosowe
- Dragon Ball Z –
  - Aqua,
  - Migoren,
  - Bora (odcinek 285),
  - Gozu,
  - Mężczyzna w mieście,
  - Olibu (odcinek 270),
  - Nauczyciel P.E.,
  - Papoi,
  - Pirozhki,
  - Spopovitch,
  - Nauczyciel,
  - Torubi
- Czarodziejka z Księżyca –
  - Sprzedawca,
  - Mężczyzna z zespołu,
  - Ashley,
  - Żołnierz,
  - Prezenter wiadomości,
  - Jakoku,
  - Starzec,
  - Młody mężczyzna
- Slayers: Magiczni wojownicy – Kurabos
- Pokémon –
  - Kierownik budowy,
  - Don George
- Trigun –
  - Strzelec A,
  - Mężczyzna A,
  - Marvin
- Yu-Gi-Oh! –
  - Wódz,
  - Red
- Kronika wojny na Lodoss – Rabid
- Zapiski detektywa Kindaichi – Takashi Ishikawa
- Turn A Gundam – Daimyō
- Digimon Adventure –
  - Ogremon,
  - Mugendramon (Machinedramon)
- Hajime no Ippo – Toshiyuki Ōta
- Detektyw Conan – Haruyuki Yoshino
- One Piece – Kurōbi
- InuYasha – Jinenji
- Król szamanów –
  - Mosuke,
  - Kajimahide
- Noir – Paolo
- Mobile Suit Gundam Seed – kapitan Hoffman
- Jūni kokuki – Goson
- Syrenie opowieści – rybak
- Texhnolyze – Akihisa Sonoda
- Bobobo-bo Bo-bobo – Kirarīno
- Samurai Champloo – Habu
- Naruto – Fukusuke Hikyakuya
- Bleach –
  - Bulbous G,
  - Danzomaru,
  - Shrieker
- Paranoia Agent – Yoshihiro Wanibuchi
- Speed Grapher – Makabe
- Transformerzy: Cybertron – Jackshot
- MegaMan NT Warrior – Zoan Gutsman
- Gintama –
  - Saigou,
  - Shuwa
- Black Blood Brothers – Badrick Serihan
- Black Lagoon – Abrego
- Yu-Gi-Oh! GX – Yubel
- Shijō saikyō no deshi Ken’ichi – ochroniarz
- Naruto: Shippūden – Killer Bee
- Majin Tantei Nōgami Neuro – Souta Tsutsui
- Allison & Lillia – mężczyzna 1